# Пинкертонова детективска агенција
Пинкертонова детективска агенција (енгл. Pinkerton National Detective Agency) основана је 1850. године и представљала је независне полицијске снаге САД. Агенцију је основао бивши полицајац Алан Пинкертон, првенствено као агенцију специјализовану за решавање случајева крађе на железници. Пинкертонова детективска агенција била је једна од првих, а уједно и најпознатијих агенција ове врсте.
Данас је то Владин сервис (енгл. Pinkerton Government Services, Inc.) који пружа услуге обезбеђења у областима ваздухопловства и одбране, енергетике и петрохемијске индустрије. Делује као подружница Секуритас службе безбедности (енгл. Securitas Security Services USA, Inc.)
Мото Пинкертонове детективске агенције Ми никада не спавамо (We never sleep) допринео је развоју појма private eye који се данас користи широм света, а приватни детективи се у сленгу често називају Mr. Pinkertonom. Пинкертон је био пионир у детективском послу и увео је многе методе које су и данас у употреби. Једна од њих било је и прављење базе података о криминалцима уз помоћ исечака из новина и криминалних историја осумњичених, први референтни систем такве врсте, који постаје узор за кривичне базе података које касније почињу да се користе и у другим сличним организацијама. Пинкертон је први осмислио тражење криминалаца путем потерница и до 1870. године Агенција је имала највећу колекцију потерница у свету. Са оперативцима широм земље канцеларије Пинкертонове детективске агенције су постале база података криминалних активности. Осим тога, Пинкертон је развио и систем надзора осумњичених, осмислио идеју тајног агента и био један од првих послодаваца који је запослио жену истражитеља. Случајеви и авантуре Пинкертонове детективске агенције били су инспирација за многе филмове и серије.

## Оснивање Агенције
Пинкертонову детективску агенцију је основао 1850. године шкотски емигрант Алан Пинкертон, пола века пре настанка чувеног ФБИ-а. Ова приватна компанија одговорна је за лов на неке од најпознатијих америчких одметника крајем 19. и почетком 20. века. Иницијално је Агенција била специјализована за решавање случајева крађе на железници и убрзо је постала једна од најпознатијих агенција ове врсте. Како је била и једна од првих, Агенција је већ на самом почетку имала много посла. У почетку су ангажовани само у округу Чикаго, да би касније клијенти почели да долазе из читаве земље, тражећи услуге познатог детектива. Средином 50-их неколико бизнисмена увидело је потребу за већом контролом својих запослених, па фебруара 1855. године Пинкертон потписује неколико уносних уговора са власницима шест железничких компанија са Средњег запада. Разлог за ангажовање приватне агенције уместо редовних полицијских снага била је чињеница да је већина локалних полицијских снага била недовољно попуњена људством и недовољно плаћена, а често и корумпирана, па у таквој ситуацији они нису били спремни да се озбиљније супротставе опасним криминалцима. Ова околност у великој мери је допринела брзом успону Агенције.
Пинкертон је своју агенцију засновао на чврстим принципима понашања својих агената, који су остали камен темељац до данас. Правила која важе за његове агенте су:
- Нема компромиса са криминалцима
- Сарађујте са локалним полицијских службама
- Одбијајте случајеве развода или оних који иницирају скандале
- Не прихватајте новац као награду за ваш рад
- Никад не подижите накнаду без претходног знања клијента
- Клијенте упознајте са основним чињеницама о току истраживања
- Нема мита[4]

## Агенција под управом Алана Пинкертона
Репутација коју је Алан Пинкертон стекао са својом Агенцијом доводи га на чело Тајне службе Уније (Union Intelligence Service) која је одговорна за шпијунирање Конфедерације током Америчког грађанског рата, а када су се прошириле гласине о могућем покушаја убиства Абрахама Линколна, Пинкертон је ангажован да га прати на путу од Балтимора до Вашингтона.
Више о Алану Пинкертону у оригиналном чланку Алан Пинкертон
После рата Пинкертонова детективска агенција наставила је да ради под управом Алана Пинкертона, све до његове смрти 1. јула 1884 године, када су упраљање Агенцијом преузели његови синови. За живота свог оснивача Алана Пинкертона агенција је постала позната по многим решеним случајевима пљачки железнице, између осталих и по разоткривању и хватању, 1866. године, групе директора који су од компаније Адамс Експрес (Adams Express Company) украли 700.000 $, али је такође добро познато и да се након грађанског рата Пинкертон са својим детективским тимом безуспешно трудио да ухапси чланове банде Џесија Џејмса, што то никада нису успели, а железница је на крају престала да плаћа овај подухват. Алан Пинкертон покушао је о свом трошку да га приведе циљу, поготово зато што су један његов агент и један полицајац страдали у окршају са овом бандом, али је све остало без успеха.
У међувремену Агенција почиње да ради и за Владу Сједињених Америчких Држава. Њени су агенти деловали и у сузбијању разних покрета отпора, тако да их је тадашња Шпанска влада ангажовала приликом сузбијања револуције на Куби 1872. године. Пинкертонова детективска агенција ангажује се и у борби против синдиката тек формираног радничког покрета. Током великог штрајка на железници 1877. године (Great Railroad Strike of 1877) ангажовање Пинкертонове детективске Агенције доводи до оштрих критика од старне припадника Радничког покрета. Пинкертон се бранио изјавама да је помагао радницима и синдикатима супротне стране. Један од најпознатијих случајева је разбијање организације Моли Мегвајерс. Један од Пинкертонових детектива, Џејмс МакПарлан, успео је да се од 1873. до 1876. године инфилтрира међу чланове овог тајног удружења у Пенсилванији и прибави доказе који су довели до распада ове наводно терористичке организације.

## Пинкертонова детективска агенција после Алана Пинкертона
После смрти Алан Пинкертона руковођење Агенцијом преузимају његови синови Вилијам и Роберт Пинкертон. Сукоби између Пинкертонове детективске агенције и све агресивнијих банди пљачкаша возова постао је жесток. Најтраженији су били Буч Касиди и његова Дивља хорда, састављена од разбојника међу којима су и неки који се сврставају у најокорелије разбојнике у историји: Санденс Кид, Кид Кари и Дел Мур. Пинкертонови детективи, ангажовани опет од стране железнице, присилили су Дивљу хорду да се распусти. Још један разбојник сврстан међу најтраженије у Агенцији био је Оливер Кертис Пери, пљачкаш возова који је радио сам и био јединствен случај у време великих железничких пљачки. Пинкертонови детективи су били кључни у хапшењу Перија, који је због својих злочина осуђен на 49 година затвора.
Поред борбе са бандама Пинкертонова детективска агенција крајем 19. и почетком 20. века постаје битна сила у сузбијању синдикалних покрета у Америци и Канади, због чега се слика о агенцији током година променила, тачније речено покварила. Агенција је чак била укључена и у разоткривање студентских побуна. Тако Пинкертонову детективску агенцију, која је некада представљала готово синоним за високе моралне стандарде, људи почињу да посматрају као продужену руку великих компанија и оптужују их за подстицање нереда. У том периоду детективи Агенције су учествовали у бројним активностима против тада младог америчког радничког покрета, а најпознатији сукоби свакако су били:
- Пулманов штрајк (1894) - сукоб Америчке железничке уније (American Railway Union) са једне стране и компаније Пуллман, тадашње водеће железничке компаније и владе Сједињених Америчких Држава са друге. Овим штрајком заустављен је сав теретни и путнички саобраћај западно од Детроита. Председник Гровер Кливленд послао је федералне трупе у Чикаго, да спроведу одлуку суда и обуставе штрајк, због чега су избили нереди током којих је страдало 26 цивила, а железничка станица је спаљена. Овај догађај имао је велики утицај на јавно мњење о правима радника, улози менаџмента, као и о улози владе у гушењу радничких немира.[14]
- Масакр у Ладлоу (1914) - штрајк 1200 рудара који је трајао 14 месеци. Током сукоба погинуло је 20 цивила, међу којима је било 11 жена и деце.[15]

Упркос свим контроверзним ангажовањима Пинкертонова детективска агенција успела је да се одржи и даље се развија. Како су временом настале друге сличне државне агенције (као што су тајне службе, ФБИ итд.) Пинкертонова детективска агенција избачена је из јавног сектора. До половине 20. века потреба за услугама које су до тада пружане различитим компанијама и институцијама нестају, па 60-их година Пинкертонова детективска агенција избацује реч "детективска" из свог назива и бави се углавном заштитом људи и добара. Тако су, на пример, Пинкертонови агенти 1968. године ангажовани да обезбеде транспорт чувене слике Мона Лиза преко Атлантика.
Данас Пинкертон делује као подружница Секуритас службе безбедности.